# 第2次中曽根内閣
第2次中曽根内閣（だいにじなかそねないかく）は、中曽根康弘が第72代内閣総理大臣に任命され、1983年（昭和58年）12月27日から1984年（昭和59年）11月1日まで続いた日本の内閣。

## 概要
1983年（昭和58年）12月18日に実施された第37回衆議院議員総選挙において、自由民主党が大敗したため、新自由クラブとの閣内連立政権を組んだ。これによって1955年（昭和30年）以来28年続いた自民党単独政権は一旦終了した。
1984年（昭和59年）1月5日、中曽根が靖国神社を参拝。党大会において「戦後政治の総決算」を表明。行政管理庁等の廃止と総務庁の発足にともない、行管庁長官であった後藤田正晴が7月1日より総務庁長官に就任。8月には日本専売公社民営化法を成立させる。自民党内反主流派による二階堂擁立構想を乗り切った中曽根は10月末の自民党総裁選で無投票再選、第1次内閣改造を行った。12月には日本電信電話公社民営化法を成立させた。
1985年（昭和60年）2月、「田中曽根内閣」「直角内閣」と揶揄されるほど政権への影響力があった田中角栄が脳梗塞で倒れ長期入院。これによりポスト中曽根を狙う「ニューリーダー」らのパワーバランスの上に中曽根が立つ形となり中曽根のリーダーシップが強化された。同年、中曽根は党セミナーで、防衛費1%枠を撤廃とする意見を提出。8月15日に内閣全閣僚が靖国神社を参拝。参拝を受けて中国共産党で対日友好政策への批判が起こり、中曽根とパイプのあった胡耀邦の失脚の一因となった。年末に第2次内閣改造が行われた。
1986年（昭和61年）5月、民活法が制定され、東京サミットが開催された。同年7月の衆参同日選挙において自民党は大勝した。
この内閣から、閣僚資産公開が始まった。

## 内閣の顔ぶれ・人事
所属政党・出身

  自由民主党   新自由クラブ   民間・中央省庁

### 国務大臣
| 職名                          | 氏名         | 氏名                       | 出身等                         | 特命事項等                                      | 備考                                               |
| ----------------------------- | ------------ | -------------------------- | ------------------------------ | ----------------------------------------------- | -------------------------------------------------- |
| 内閣総理大臣                  | 中曽根康弘   |                            | 衆議院 自由民主党 （中曽根派） |                                                 | 自由民主党総裁 留任                                |
| 法務大臣                      | 住栄作       |                            | 衆議院 自由民主党 （鈴木派）   |                                                 | 初入閣                                             |
| 外務大臣                      | 安倍晋太郎   |                            | 衆議院 自由民主党 （福田派）   |                                                 | 留任                                               |
| 大蔵大臣                      | 竹下登       |                            | 衆議院 自由民主党 （田中派）   |                                                 | 留任                                               |
| 文部大臣                      | 森喜朗       |                            | 衆議院 自由民主党 （福田派）   |                                                 | 初入閣                                             |
| 厚生大臣                      | 渡部恒三     |                            | 衆議院 自由民主党 （田中派）   |                                                 | 初入閣                                             |
| 農林水産大臣                  | 山村新治郎   |                            | 衆議院 自由民主党              |                                                 | 初入閣                                             |
| 通商産業大臣                  | 小此木彦三郎 |                            | 衆議院 自由民主党 （中曽根派） |                                                 | 初入閣                                             |
| 運輸大臣                      | 細田吉蔵     |                            | 衆議院 自由民主党 （福田派）   |                                                 | 再入閣                                             |
| 郵政大臣                      | 奥田敬和     |                            | 衆議院 自由民主党 （田中派）   |                                                 | 初入閣                                             |
| 労働大臣                      | 坂本三十次   |                            | 衆議院 自由民主党 （河本派）   |                                                 | 初入閣                                             |
| 建設大臣                      | 水野清       |                            | 衆議院 自由民主党 （鈴木派）   |                                                 | 初入閣                                             |
| 自治大臣 国家公安委員会委員長 | 田川誠一     |                            | 衆議院 新自由クラブ            |                                                 | 初入閣                                             |
| 内閣官房長官                  | 藤波孝生     |                            | 衆議院 自由民主党 （中曽根派） |                                                 | 再入閣                                             |
| 総理府総務長官 沖縄開発庁長官 | 中西一郎     |                            | 参議院 自由民主党              | 危機管理担当 ベルリン旧日本大使館再利用問題担当 | 初入閣 ※総理府総務長官は1984（昭和59）年7月1日廃止 |
| 行政管理庁長官                | 後藤田正晴   |                            | 衆議院 自由民主党 （田中派）   |                                                 | 再入閣 1984（昭和59）年7月1日廃止                  |
| 総務庁長官                    | 後藤田正晴   | 1984（昭和59）年7月1日設置 | 衆議院 自由民主党 （田中派）   |                                                 |                                                    |
| 北海道開発庁長官 国土庁長官   | 稲村佐近四郎 |                            | 衆議院 自由民主党 （中曽根派） |                                                 | 再入閣                                             |
| 防衛庁長官                    | 栗原祐幸     |                            | 衆議院 自由民主党 （鈴木派）   |                                                 | 再入閣                                             |
| 経済企画庁長官                | 河本敏夫     |                            | 衆議院 自由民主党 （河本派）   | 対外経済・民間活力導入担当                      | 再入閣                                             |
| 科学技術庁長官                | 岩動道行     |                            | 参議院 自由民主党 （鈴木派）   |                                                 | 初入閣                                             |
| 環境庁長官                    | 上田稔       |                            | 参議院 自由民主党              |                                                 | 初入閣                                             |

### 内閣官房副長官・内閣法制局長官・総理府総務副長官
| 職名             | 氏名     | 出身等                       | 備考                                       |
| ---------------- | -------- | ---------------------------- | ------------------------------------------ |
| 内閣官房副長官   | 水平豊彦 | 衆議院 自由民主党            | 政務担当                                   |
| 内閣官房副長官   | 藤森昭一 | 官僚                         | 事務担当、留任                             |
| 内閣法制局長官   | 茂串俊   | 官僚                         | 留任                                       |
| 総理府総務副長官 | 堀内光雄 | 衆議院 自由民主党 （鈴木派） | 政務担当 ※1984（昭和59）年7月1日廃止       |
| 総理府総務副長官 | 山地進   | 官僚                         | 事務担当、留任 ※1984（昭和59）年7月1日廃止 |

### 政務次官
1983年（昭和58年）12月28日任命。
| 職名               | 氏名       | 出身等                         | 備考                          |
| ------------------ | ---------- | ------------------------------ | ----------------------------- |
| 法務政務次官       | 関口恵造   | 参議院／自由民主党（鈴木派）   |                               |
| 外務政務次官       | 北川石松   | 衆議院／自由民主党（河本派）   |                               |
| 大蔵政務次官       | 堀之内久男 | 衆議院／自由民主党（中曽根派） |                               |
| 大蔵政務次官       | 井上裕     | 参議院／自由民主党（田中派）   |                               |
| 文部政務次官       | 中村靖     | 衆議院／自由民主党（中曽根派） |                               |
| 厚生政務次官       | 湯川宏     | 衆議院／自由民主党（中曽根派） |                               |
| 農林水産政務次官   | 島村宜伸   | 衆議院／自由民主党（中曽根派） |                               |
| 農林水産政務次官   | 仲川幸男   | 参議院／自由民主党             |                               |
| 通商産業政務次官   | 佐藤信二   | 衆議院／自由民主党（田中派）   |                               |
| 通商産業政務次官   | 大木浩     | 参議院／自由民主党（田中派）   |                               |
| 運輸政務次官       | 津島雄二   | 衆議院／自由民主党（鈴木派）   |                               |
| 郵政政務次官       | 関谷勝嗣   | 衆議院／自由民主党（中曽根派） |                               |
| 労働政務次官       | 塚原俊平   | 衆議院／自由民主党（福田派）   |                               |
| 建設政務次官       | 糸山英太郎 | 衆議院／自由民主党             |                               |
| 自治政務次官       | 伊藤公介   | 衆議院／新自由クラブ           |                               |
| 総務政務次官       | 堀内光雄   | 衆議院／自由民主党（鈴木派）   | ※1984（昭和59）年7月1日任命。 |
| 北海道開発政務次官 | 高木正明   | 参議院／自由民主党（田中派）   |                               |
| 防衛政務次官       | 中村喜四郎 | 衆議院／自由民主党（田中派）   |                               |
| 経済企画政務次官   | 山崎武三郎 | 衆議院／自由民主党             |                               |
| 科学技術政務次官   | 岡部三郎   | 参議院／自由民主党             |                               |
| 環境政務次官       | 柿澤弘治   | 衆議院／自由民主党（中曽根派） |                               |
| 沖縄開発政務次官   | 大城眞順   | 参議院／自由民主党（田中派）   |                               |
| 国土政務次官       | 中川秀直   | 衆議院／自由民主党（福田派）   |                               |